# جاك بيرتن
جاك بيرتن (بالفرنسية: Jacques Bertin )‏ (و. 1918 – 2010 م) هو رسام الخرائط، وجغرافي، من فرنسا، توفي في باريس، عن عمر يناهز 92 عاماً.

## التعليم
تعلم في جامعة باريس.